# 李孺
李孺（1861年—1931年），原名李寶巽，字子申，号龠庵、约庵、苦李、五峰山人，内务府汉军正白旗人，籍河北遵化。清朝官员，科举出身，清末民初词人画家。

## 生平
原名李寶巽，光绪十一年（1885）乙酉科举人。1904-1906年受湖广总督张之洞委派任清政府驻日本学监（全称“大清国湖北江苏江西留学生监督”，时驻神户正领事官宗室长福）。光绪三十三年（1907），受张之洞委派，以湖北道员身份赴日本验收湖北省向日本神户川崎造船厂订造的炮舰六艘、雷艇四艘（据《张之洞全集：公牍》，1998）。辛亥后改名李孺，曾任末期鑲白旗漢軍副都統、正红旗蒙古都统、管理[京城]新舊營房及城內官房事務長。1916年曾任北洋政府交通部津浦鐵路管理局工務處文職課主任。又曾任財政部稅法委員會會員。1923年与罗振玉、王国维、宗室寶熙等发起成立东方学会。。

## 画作
为好友进士梁鼎芬作《見鹿亭筍菌圖》团扇面（1908，现藏大英博物馆）、《石榴花》立轴（1914）、隶书“种树庐”横批（1915），唱和诗载梁鼎芬《節庵先生遗诗》；为程颂万作画梅并题词《疏影》（载程颂万《定巢词集》）；与进士吴大澂合作《山水、花卉、书法》3件扇面（1889），为进士陈曾寿作《西湖雅集僊蝶图》（又称《太常仙蝶圖》，1918），为进士溫肅作《春心图》（王国维等题诗跋），为呂海寰（字镜宇）作古松扇面（1920），与王汉章（王崇焕，其父进士王懿荣）合作《陂塘梨花、行书》扇面（扇骨由童大年刻《倪墨耕画高士图》，1922），与万绳栻、陈曾寿等合作《清供图》立轴（1924），与畫家李放 (清朝)（著有《皇清書史》、《八旗畫錄》，其父李葆恂）合作《脉脉秋心图》（1924），为野崎诚近（著有《[中国]吉祥圖案解題》）作花卉扇面（1926），为王秉恩 (成都人)作梅花扇面（1926），为孙多巘（字陟甫，其祖父道光二十一年进士孙家铎，祖叔父咸丰九年状元孙家鼐）作花卉扇面（1926），与画家陶洙（中国营造学社成员，其兄陶湘1925年刻陶版宋代《营造法式》）合作《孤桐图》（1927），与书法家郑孝胥合作《草书、争春图》扇面（1927），为天津画家、形意拳家阎道生的婚礼作《梅花图》（1928），与书法家张延奂（先祖康熙朝进士張廷瓚、大学士張英 (清朝)）合作《墨梅、书法》扇面。
画作《李子申画芍药杜鹃便面》，同治七年（1868年）戊辰科进士陈宝琛题诗。画作《定风波·题病山松菊障子》（进士王乃徵，号病山），光绪六年（1880年）庚辰科进士沈曾植题词。为潘之博（字若海）画《寒松图》，陈三立题诗《若海持子申画松属题》。
友梁鼎芬的《李约庵梅花》诗写道：“约庵为我写名花，送入小园卧松家。欲以寒梅比陶菊，弱枝炳炳是芳华”（载梁鼎芬《節庵先生遺詩續編》）。